# Туре, Иоанна Антида
Иоа́нна (Жа́нна) Антида́ Туре́  (фр. Jeanne Antide Thouret; 27 ноября 1765[…], Сансе-ле-Лон — 24 августа 1826[…], Неаполь) – святая Римско-Католической Церкви, монахиня, основательница женской монашеской конгрегации «Сёстры Божественного Милосердия» (SDC).

## Биография
В 1787 году вступила в женскую монашескую конгрегацию «Сёстры Милосердия святого Викентия де Поля». Из-за тяжёлой болезни была вынуждена покинуть монастырь. В 1799 году открыла в Безансоне школу для детей. В 1807 году основала монашескую общину сестёр милосердия. В 1810 году приехала в Неаполь, где основала новую монашескую конгрегацию «Сёстры Милосердия», устав которой был утверждён римским папой Пием VII в 1819 году.

## Прославление
23 мая 1926 года Иоанна Антида Туре была причислена к лику блаженных папой Пием XI, им же 14 января 1934 года она была причислена к лику святых.
День памяти — 24 августа.

## Источник
- Католическая Энциклопедия, т.2, изд. Францисканцев, М., 2005, стр. 406, ISBN 5-89208-054-4